# Helmut Sturm (Fußballspieler)
Helmut Sturm (* 12. September 1920) ist ein ehemaliger deutscher Fußballspieler, der zwischen 1949 und 1952 für Gera im Erstligafußball aktiv war.

## Sportliche Laufbahn
Am 28. August 1949 stand die SG Gera-Süd im Endspiel des erstmals ausgetragenen ostdeutschen FDGB-Fußballpokals. Im Spiel, das mit 0:1 gegen Waggonbau Dessau verloren ging, stand auf der Position des rechten Verteidigers der 27-jährige Helmut Sturm. Er stand anschließend auch im Aufgebot der Geraer für die erste Saison der neu eingeführten Zonenliga (später DS-Oberliga, DDR-Oberliga), die 1949/50 zur Ermittlung des ostdeutschen Fußballmeisters führen sollte. Gera hatte sich als Pokalfinalist für die Zonenliga qualifiziert.
Sturm wurde vom ersten Punktspieltag an eingesetzt und hatte am Saisonende 21 der 26 Ligaspiele absolviert. Zur Saison 1950/51 war aus der Zonenliga die Oberliga des Deutschen Sportausschusses, kurz DS-Oberliga, geworden. Sturm gehörte erneut zum Aufgebot der Geraer, die jetzt als Betriebssportgemeinschaft (BSG) Mechanik aufliefen. Er war wieder Stammspieler, verpasste in der Hinrunde nur drei Punktspiele. In der Rückrunde hatte er einige längere Ausfälle, sodass er nur 23 der 34 Meisterschaftsspiele absolvieren konnte.
Zu Beginn der Oberligaspielzeit 1951/52 war Sturm 31 Jahre alt und verlor seinen Stammplatz an den neun Jahre jüngeren Gerhard Friemel. Sturm bestritt nur noch die Spieltage fünf, 23 und 24. Sein letztes Oberligaspiel war die Partie Motor Oberschöneweide – Motor Gera (2:1) am 3. Februar 1952, in der er wie gewohnt als rechter Verteidiger eingesetzt wurde. Damit war Sturm innerhalb von drei Spielzeiten auf 47 Punktspiele in der höchsten Spielklasse im DDR-Fußball gekommen. Als Abwehrspieler schoss er in diesen Einsätze keine Tore.